# Matrei am Brenner
Pour les articles homonymes, voir Matrei.

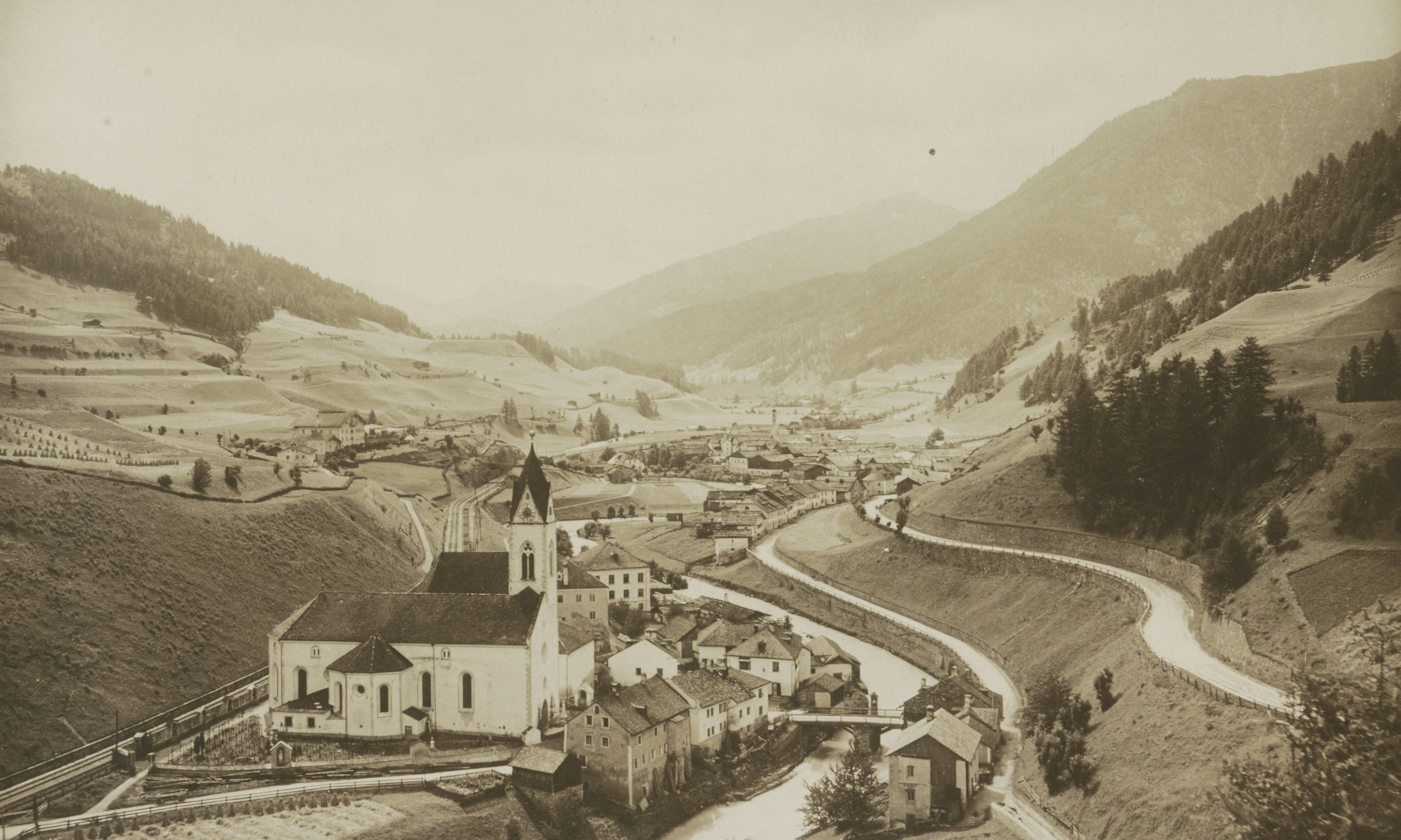

Matrei am Brenner est une commune autrichienne du district d'Innsbruck-Land dans le Tyrol.

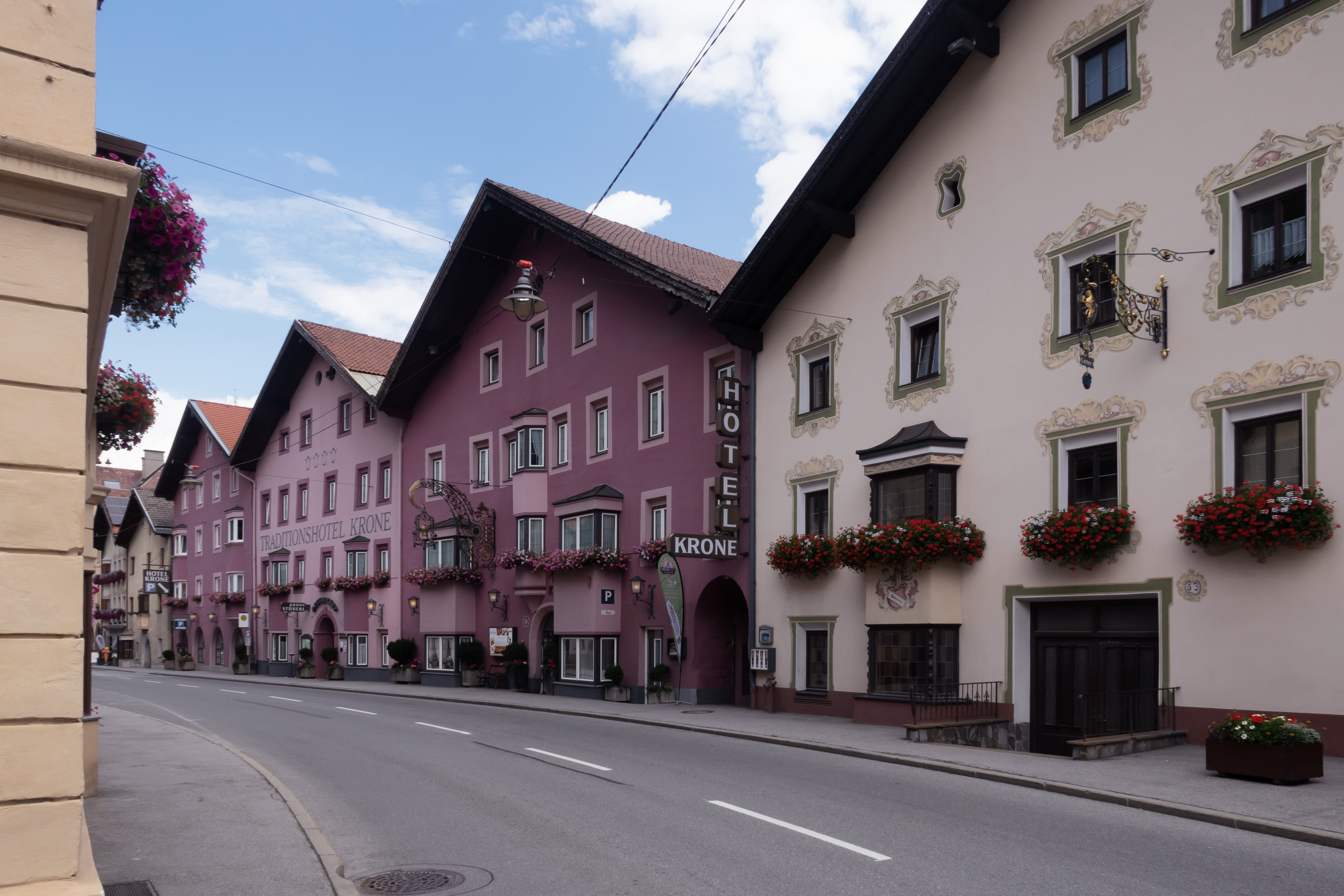
Vue dans la rue : die Brennerstrasse.